# Cohors I Lingonum equitata
La Cohors I Lingonum equitata fue una unidad auxilia mixta de infantería y caballería del ejército del Imperio Romano del tipo cohors quinquagenaria equitata, cuya existencia está atestiguada desde el último cuarto del siglo I hasta mediados del siglo II.

## Reclutamiento
La unidad fue reclutada en 80 por orden del emperador Tito, posiblemente dentro de un programa diseñado por su padreVespasiano, de entre el pueblo de los lingones de la Gallia Belgica para reforzar las tropas entregadas a Cneo Julio Agrícola para completar la conquista de Britannia, aunque desconocemos donde estuvo de guarnición y cuáles fueron las operaciones concretas realizadas durante las campañas de Agrícola entre 78 y 84. Se desconoce cuál fue su acuartelamiento una vez terminadas las campañas de Agrícola, durante los imperios de Domiciano y Nerva.

## El siglo II

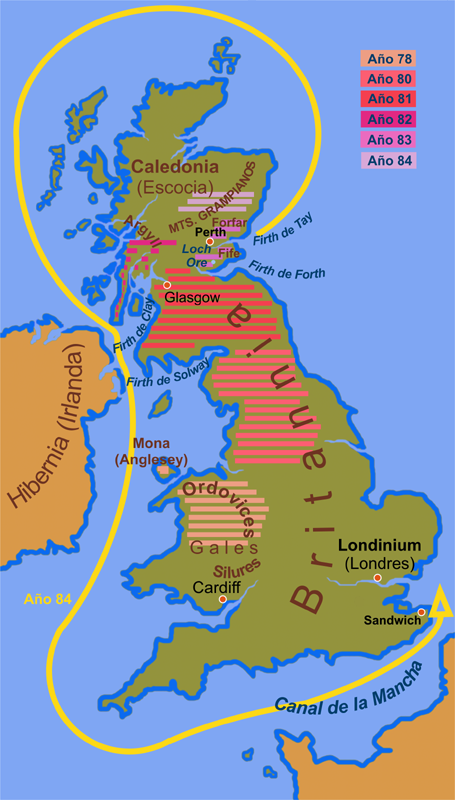
Mapa de las campañas de Agrícola en Britania
de 78-84..

La existencia de esta cohorte dentro de la guarnición de Britannia en la primera mitad del siglo II, bajo los imperios de Trajano y Adriano, está atestiguada por cuatro diplomata militaris:
- 5 de julio de 105, bajo Trajano.[2]

- 17 de julio de 122,bajo Adriano.[3]

- 9 de diciembre de 132, bajo Adriano.[4]

- Fecha incierta entre 119 y 138, bajo Adriano.[5]

Se desconoce exactamente donde estuvo acuartelada en este período, pero un ladrillo sellano con la figlina de la unidad atestigua su presencia en Corstopitum (Corbridge, Gran Bretaña), base en la que se atestigua la presencia de vexillationes de la Legio II Augusta, la Legio VI Victrix y la Legio XX Valeria Victrix, por lo que pudo estar acantonada con alguna de ellas en uno de sus castra legionis.
En algún momento de este período, los imperios de Trajano y Adriano, fue dirigida por el Praefectus cohortis Cayo Cesidio Dextro.
La cohorte participó en las operaciones ordenadas por Antonino Pío para extender los límites de la Britannia romana al norte del Muro de Adriano hasta la nueva línea defensiva en el Muro de Antonino, para lo cual fue enviada a las proximidades del extremo oriental del Muro de Adriano en el castellum Bremenium (High Rochester, Gran Bretaña), donde se documentan materiales de construcción sellados con su figlina y una inscripción dedicada a Antonino Pío, que indica que la unidad actuaba directamente a las órdenes del gobernador provincial Quinto Lolio Úrbico, quien estaba asegurando la fidelidad de los brigantes en ese sector de su provincia, como paso previo a atacar a las tribus al norte del Muro de Adriano.
Cuando Marco Aurelio decidió abandonar la mayor parte de los territorios conquistados bajo Antonino Pío y retrotraer la frontera de Britannia al Muro de Adriano y su glacis defensivo, la unidad fue reubicada en el cstellum Longovicium (Lanchester, Gran Bretaña), donde se atestiguan varias inscripciones votivas dedicadas por los prefectos de la unidad:
- Claudio Epafrodito Claudiano dedica al Genio del pretorio del campamento.[10]

- Fulvio Félix dedicada a Júpiter Óptimo Máximo.[11]

- Publio Elio Ático dedicada a la Fortuna.[12]

En este campamento también se documenta un ladrillo siglado con una figlina de una Cohors I, posiblemente esta unidad.

## El siglo III y el final de la unidad
Cuando en 193 el emperador Pertinax fue asesinado, la guarnición de Britannia apoyó a su gobernador Clodio Albino como candidato al trono, por lo que la Cohors I Lingonum equitata apoyó a Albino frente a Septimio Severo, quien venció en la batalla de Lugdunum en la Gallia a Albino y su ejército en 196.
No consta que la cohorte sufriera represalias por su apoyo a Albino y, entre 208 y 211 participó en las operaciones emprendidas por Septimio Severo y sus hijos Caracalla y Geta contra los caledonios al norte del Muro de Adriano.
Los últimos testimonios de esta cohorte proceden de su campamento de Longovicium y son dos inscripciones erigidas en honor de Gordiano III por el prefecto de la unidad Marco Aurelio Quirino entre 238 y 244:
- Conmemoración de la reconstrucción del cuartel general de la unidad y de su arsenal por orden del legado Maecilio Fusco[14]

- Conmemoración de la reconstrucción de los baños y de la basílica de la ciudad civil por orden del gobernador de Britannia Inferior Egnatio Luciliano.[15]

En esta época, la Cohors I Lingonum equitata acogió en su campamento a una vexillatio Sueborum Longovicianorum, una unidad irregular de caballería germana reclutada de entre los suevos de la Germania libera bajo Alejandro Severo o Maximino el Tracio en sus operaciones contra los germanos entre 234 y 238, y enviada a Britannia. La inscripción tiene la particularidad de haber sufrido damnatio memoriae sobre Gordiano III, lo que debió ocurrir por orden de su sucesor Filipo el Árabe (244-249). 
A partir de ese momento, no existen datos sobre esta unidad, por lo que debió ser destruida en algún momento de la segunda mitad del siglo III, posiblemente durante el período del Imperio Gálico entre 260 y 274.